# Museu d'Art Fotogràfic Brandts
El Museu d'Art Fotogràfic Brandts (en danès Museet for Fotokunst o MFF), és un museu danès de fotografia creat en el Centre Internacional d'Art i Cultura Brandts (Kunsthallen Brandts Klaedefabrik) d'Odense i que està situat en una antiga fàbrica tèxtil denominada Brandts Klædefabrik.

## Història
La fàbrica de roba Brandts va estar funcionant fins a 1977 que va cessar en la seva activitat i durant uns anys les seves instal·lacions van estar abandonades, fins que per una iniciativa privada les autoritats municipals van decidir crear un centre d'art. El museu es va fundar el 13 de setembre de 1985 però no es va inaugurar fins a 1987 al costat dels seus espais afins del Kunsthallen i del Danmarks Grafiske Museum. A l'any de la seva obertura va ser declarat «Museu Europeu de l'Any» i el 1992 va ser declarat estatal, el que va permetre augmentar les subvencions.
L'any 2000 va començar a celebrar-se la «Triennal Foto Odense» que emprava el museu com a impulsor i que posteriorment es va convertir en el «Festival Fuenen de Fotografia». El 2006 el museu va rebre la distinció de «Museu Danès de l'Any».

## Col·lecccions i serveis
Encara que el museu és una institució independent rep finançament del Ministeri de Cultura danès i el seu principal objectiu és la fotografia danesa i internacional des del final de la Segona Guerra Mundial. A la seva segona planta disposa d'una col·lecció permanent amb unes 9.000 obres. Els 400 metres quadrats dedicats a exposicions especials es troben al primer pis. De mitjana, el museu mostra 5-6 exposicions especials, a més a més de les diverses edicions de la col·lecció permanent.
Des del 1988 publica una revista quadrimestral titulada KATALOG - Journal of Photography and Vídeo. Proporciona informació sobre les exposicions i el museu, i es publica tres cops a l'any amb subscriptors en més de 20 països. Els textos són principalment en anglès.